# Kesteven 69
Kesteven 69, abreviado como Kes 69 y llamado también SNR G021.8-00.6, G21.8-0.6, MSH 18-1-13 y AJG 79, es un resto de supernova situado en la constelación de Scutum.

## Morfología
En banda de radio, Kesteven 69 tiene forma de cáscara extendida incompleta, siendo su diámetro angular de 20 minutos de arco aproximadamente.
Las observaciones llevadas a cabo con los telescopios ROSAT y Einstein en rayos X muestran una morfología irregular que guarda relación con la cáscara incompleta de radio.
Debido a la brillante emisión de rayos X desde el interior de la cáscara de radio y por su espectro de rayos X posiblemente térmico, este remanente ha sido catalogado como de morfología mixta (MM).
En Kesteven 69, el plasma presenta ligera sobreabundancia de magnesio, silicio, azufre y hierro, lo que indica que este plasma probablemente tiene su origen en materia eyectada. Por otro lado, no se ha encontrado ninguna emisión significativa de rayos gamma. Se cree que este resto de supernova se originó por el colapso del núcleo estelar (CC) de una estrella con una masa entre 9 y 12 masas solares.
Estudios en el infrarrojo han revelado brillantes líneas de emisión molecular de OH, CO y H2. Kesteven 69 contiene un filamento a lo largo de la brillante capa de radio sur en la banda de 4,5 μm, así como una región de emisión de OH extendida (a 1720 MHz) que indica interacción con una nube molecular.

## Edad y distancia
Kesteven 69 tiene una edad estimada en el rango de 10 000 - 25 000 años.
En cuanto a la distancia a la que se encuentra, la cifra más aceptada es 5200 pársecs, y proviene de la asociación de este resto de supernova con una nube molecular.